# Strada statale 259 Vibrata
La strada statale 259 Vibrata (SS 259) è una strada statale italiana che collega la costa adriatica nei pressi di Alba Adriatica con la provincia di Ascoli Piceno.

## Storia
La strada è probabilmente di epoca prenapoleonica iniziando presso l'attuale SP9a al km. 400 della SS16. 
Nel 1870 circa fu aperta una variante che inizia nell'odierna Villa Rosa dall'allora Regia Strada delle Marche, oggi tratto declassificato della SS16 , tale variante fa parte del tracciato attuale della strada e si ricongiunge col vecchio tracciato all'attuale km. 3.  
Nel 1900 circa un'altra variante fu aperta, facente parte del tracciato della strada partendo dall'odierna Piazza G. Marconi a Nereto e passando per il cimitero di Nereto. 
La strada era definita all'inizio Strada Maria Teresa ed in seguito all'unificazione d'Italia essa divenne strada provinciale, SP6 della Vibrata. 
Nel 1930 circa venne creato un sottopasso di 3 metri circa presso il primo arco del ponte sul Vibrata per evitare le lunghissime code causate dal Passaggio a Livello continuamente chiuso a causa degli spostamenti ferroviari alla stazione di Alba Adriatica, esso venne abbandonato presumibilmente negli anni 70 ed in seguito alla variante della SS16 costruita circa nel 1965 venne dimesso dall'ANAS il tratto iniziale, di 300 metri. 
Nel 1977 circa venne aperta una variante presso Nereto dal km. 8,7 al km. 10,1. 
Nel 2020 venne inaugurata anche la variante, sempre a Nereto, dal km. 9,2 al km. 11. 

## Percorso
La strada ha origine dal tratto urbano ormai declassato della strada statale 16 Adriatica a Villa Rosa, frazione di Martinsicuro, divisa da Alba Adriatica dal torrente Vibrata.
Il percorso risale il corso del torrente, attraversando Nereto e Sant'Egidio alla Vibrata. Entra quindi nelle Marche dove passa per Maltignano fino ad innestarsi sulla strada statale 81 Piceno Aprutina presso Piane di Morro.
In seguito al decreto legislativo n. 112 del 1998, dal 2001 la gestione del tratto abruzzese è passata dall'ANAS alla Regione Abruzzo che ha provveduto al trasferimento dell'infrastruttura al demanio della Provincia di Teramo; nello stesso anno la gestione del tratto marchigiano è passata alla Regione Marche: in realtà su sollecitazione di quest'ultima, la tratta in oggetto è passata di proprietà alla Provincia di Ascoli Piceno.
Il 17 ottobre 2017 la strada torna interamente all'ANAS.

### Tabella percorso
| Vibrata tratto Villa Rosa di Martinsicuro-Piane di Morro |                            |      |                                                                                    |           |
| Tipo                                                     | Indicazione                | ↓km↓ | Note                                                                               | Provincia |
|                                                          | Villa Rosa di Martinsicuro | 0    |                                                                                    | TE        |
|                                                          | Adriatica                  | 0,3  | inizio tratta ANAS                                                                 | TE        |
|                                                          |                            | 1,1  |                                                                                    | TE        |
|                                                          | Val Vibrata                | 1,3  |                                                                                    | TE        |
|                                                          |                            | 2,1  | per Colonnella                                                                     | TE        |
|                                                          |                            | 2,3  | per Controguerra                                                                   | TE        |
|                                                          |                            | 3    | per Adriatica                                                                      | TE        |
|                                                          | Corropoli                  | 4,9  |                                                                                    | TE        |
|                                                          | -                          | 6,2  | per Corropoli-Tortoreto                                                            | TE        |
|                                                          |                            | 7,1  |                                                                                    | TE        |
|                                                          | Nereto                     | 8,1  |                                                                                    | TE        |
|                                                          |                            | 8,7  | per - Nereto                                                                       | TE        |
|                                                          | Viale Europa               | 9,2  | per Nereto                                                                         | TE        |
|                                                          | Viale Roma                 | 11   | per Nereto                                                                         | TE        |
|                                                          |                            | 11,4 |                                                                                    | TE        |
|                                                          | Sant'Omero                 | 12   |                                                                                    | TE        |
|                                                          | - Ospedale Val Vibrata     | 12,9 | per Sant'Omero-                                                                    | TE        |
|                                                          |                            | 14,4 |                                                                                    | TE        |
|                                                          | Garrufo                    | 14,8 |                                                                                    | TE        |
|                                                          | -                          | 15,6 | per Teramo- Torano Nuovo                                                           | TE        |
|                                                          | Sant'Egidio alla Vibrata   | 16,4 |                                                                                    | TE        |
|                                                          |                            | 20,7 | per Civitella del Tronto-                                                          | TE        |
|                                                          |                            | 20,8 | per Ancarano-Controguerra-Colonnella-Martinsicuro                                  | TE        |
|                                                          |                            | 21,1 | per Piceno Aprutina                                                                | TE        |
|                                                          |                            | 21,9 |                                                                                    | TE        |
|                                                          | Maltignano                 | 22,2 | notabile il cippo al km. 22 rappresentante il vecchio confine borbonico-pontificio | AP        |
|                                                          |                            | 24,6 |                                                                                    | AP        |
| Piceno Aprutina                                          |                            | 27,6 |                                                                                    | AP        |